# 亞特蘭大 (特拉華州)
亞特蘭大（英語：Atlanta）是位於美國特拉華州蘇塞克斯縣的一個非建制地區。該地的面積和人口皆未知。

## 地理
亞特蘭大的座標為38°42′31″N 75°40′41″W / 38.70861°N 75.67806°W，而該地的平均海拔高度為15米（即49英尺）。